# Donald Fagen
Donald Fagen (Passaic, 10 de janeiro de 1948) é um músico e compositor norte-americano, mais conhecido por ter sido o cofundador, cantor principal e principal compositor da banda de rock Steely Dan (junto com Walter Becker). Fagen é conhecido pelo uso de harmonias jazzísticas, arranjos elaborados e atenção aos detalhes. Fagen lançou-se numa carreira de sucesso, ainda que esporádica, a partir de 1982, com apenas três álbuns lançados desde então.

## Início
Fagen nasceu em Passaic, Nova Jersey, em 10 de janeiro de 1948, filho de Joseph "Jerry" Fagen, um contador e de sua esposa Elinor. Dos 12 aos 17 anos, Elinor cantou numa banda de um hotel no estado de Nova York, região das montanhas Catskill até desenvolver fobia do palco (uma condição que Fagen também desenvolveria), que a forçou a descontinuar as apresentações. Donald mais tarde diria: "Eu não posso me lembrar de quando havia silêncio na casa. Ela vivia a tocar elepês ou cantar".
Por volta de 1958, a família Fagen mudou-se de Passaic para os subúrbios de Fair Lawn, também em Nova Jersey, e depois para um rancho, ainda no mesmo estado, em Kendall Park. A transição aborreceu Donald: ele detestava viver nos subúrbios. Mais tarde ele declararia numa entrevista que "[aquilo] era como uma prisão. Acho que perdi a confiança no discernimento de meus pais. Foi quando eu percebi pela primeira vez que tinha minhas próprias ideias sobre a vida". Sua vida em Kendall Park mais tarde o inspirou a compor as faixas do álbum The Nightfly.
Ainda no final da década de 1950, Fagen começou a interessar-se pelo rock e pelo R&B: o primeiro disco que comprou foi o disco "Reelin' and Rockin'", de Chuck Berry. Por volta dos 11 anos de idade, após ter ido ao Newport Jazz Festival, ele rapidamente tornou-se um autodeclarado "esnobe do jazz. Eu perdi meu interesse no rock'n'roll e comecei a desenvolver transtorno de personalidade antissocial". Fagen regularmente ia de ônibus a  Manhattan para assistir às performances de Charles Mingus, Sonny Rollins, Thelonious Monk e Miles Davis. Logo em seguida, aprendeu a tocar piano. Nessa época, Donald também desenvolveu paixão pelo tênis de mesa, paixão essa que iria se estender durante a vida.
A família era de fé judaica. Donald celebrou seu bar mitzvah na congregação Beth Shalom de Kendall Park em 1961, uma sinagoga que seu pai ajudou a fundar.
Após terminar o ensino pré-universitário na South Brunswick High School, em 1965, Fagen matriculou-se no Bard College para estudar literatura inglesa, tendo sido inspirado por Jack Kerouac, William S. Burroughs, Gregory Corso, Allen Ginsberg e Lawrence Ferlinghetti. Enquanto estava em Bard, Fagen encontrou o músico Walter Becker. A dupla, junto com um grupo de músicos que incluíam o futuro ator Chevy Chase, formaram vários grupos, denominados The Leather Canary, The Don Fagen Jazz Trio e the Bad Rock Band. Fagen mais tarde descreveria suas bandas da época da faculdade soando como "The Kingsmen tocando o material de Frank Zappa". Nenhum dos grupos durou muito, mas a parceria entre Fagen e Becker continuaria por décadas.

## Carreira

### Steely Dan
Respondendo a um anúncio em The Village Voice, Fagen e Becker encontraram Denny Dias e juntos os três fundaram o Steely Dan em agosto de 1972. Eles formaram inicialmente o núcleo da banda e coescreveram todas as canções do grupo; em turnês e nas gravações, Becker tocava baixo (e mais tarde a guitarra principal) e Fagen tocava os teclados, assim como fazia o vocal principal de quase todas as músicas.
Após o lançamento do álbum de 1974, os outros membros da banda partiram (ou foram demitidos), que gradualmente começou a mudar para um estilo de banda de estúdio, liderado por Becker e Fagen. De meados da década de 1970 em diante, o Steely Dan passou a gravar suas canções exclusivamente com músicos de estúdio, de jazz e de rock. Eles tiveram seu maior sucesso em 1977 com o álbum de platina por Aja.
Após um longo período de inatividade como banda durante a década de 1980, o duo de Becker e Fagen reviveu o Steely Dan em meados da década de 1990, tendo desde então produzido dois álbuns de estúdio do Steely Dan: Two Against Nature (2000), que ganhou vários Grammys, e Everything Must Go (2003).

### Carreira-solo
Após o fim do Steely Dan em 1981, Fagen lançou seu álbum-solo de estreia, The Nightfly, aclamado pela crítica, em outubro de 1982. Atingiu a 11ª posição na parada da Billboard, recebendo álbum de platina pelas vendas de mais de um milhão de cópias, apenas nos Estados Unidos. Seu single de estreia foi I.G.Y. (What a Beautiful World), que atingiu o Top 10 do Adult Contemporary e a 26ª posição no Billboard Hot 100. O single seguinte, New Frontier, atingiu a 34ª posição no AC e a 70ª no Pop, sendo divulgada por um videoclipe da MTV. The Nightfly foi indicado para vários Grammys, inclusive o de melhor álbum do ano. Foi mais jazzístico que o trabalho de Fagen no Steely Dan. Rhino Records lançou uma versão especial em DVD Audio de The Nightfly, celebrando o 20º aniversário do álbum em 2002.
O segundo álbum-solo de Fagen, Kamakiriad (1993), foi produzido por Becker. Também foi ao Top 10 da Billboard, mas vendeu menos que The Nightfly, atingindo 900 mil cópias. Kamakiriad também recebeu uma indicação ao Grammy de melhor álbum do ano.
As sessões de gravação para o terceiro álbum-solo de Fagen, Morph the Cat, começaram em agosto de 2004, tendo o álbum sido lançado em 14 de março de 2006. No álbum estão Wayne Krantz (guitarra), Jon Herington (guitarra), Keith Carlock (bateria), Freddy Washington (baixo), Ted Baker (piano) e Walt Weiskopf (saxofone). A versão 5.1 de Morph the Cat ganhou o Grammy por melhor álbum com som surround.

## Discografia
- 1982 The Nightfly – #11 US; #44 UK
- 1993 Kamakiriad – #10 US; #3 UK
- 2006 Morph the Cat – #26 US; #35 UK
- 2007 The Nightfly Trilogy (3-MVI DVD + 4-CD Box Set)

## Prêmios
Em 1984, Fagen recebeu um doutorado honorário em Artes da sua alma mater, o Bard College. Em 2001, tanto Fagen quanto Becker receberam doutorados honorários em Música da Berklee College of Music. Ambos receberam o título pessoalmente. Nesse mesmo ano, o Steely Dan (Fagen e Becker) foi colocado no  Rock and Roll Hall of Fame.

## Vida pessoal
Em 1993, Fagen casou-se com a colega compositora Libby Titus. Embora os dois tenham estudado no Bard College mais ou menos na mesma época, não se tornaram amigos até 1987, quando estavam nos bastidores de um concerto de Dr. John. Libby Titus coescreveu a canção "Florida Room", que aparece no álbum Kamakiriad, de 1993.